# Neostapfiella
Neostapfiella là một chi thực vật có hoa trong họ Hòa thảo (Poaceae).

## Loài
Chi Neostapfiella gồm các loài: